# تپه گردالی و محوطه گورستان
تپه گردالی و محوطه اطراف مربوط به دوران پیش از تاریخ ایران باستان است و در شهرستان جعفرآباد، بین روستاهای طغرود و دولت‌آباد واقع شده و این اثر در تاریخ ۹ اردیبهشت ۱۳۸۲ با شمارهٔ ثبت ۸۶۳۳ به‌عنوان یکی از آثار ملی ایران به ثبت رسیده است.